# 로렌조 말라게라
로렌조 말라게라(또는, 로랑조 말라게라 Lorenzo Malaguerra, 1972년 3월 21일~)는 스위스 몽테(Monthey)의 크로슈탕 극장(Théâtre du Crochetan) 극장장이자 예술감독이며, 스위스 · 프랑스 · 한국 · 일본 등지에서 활동하는 연극 연출가이다. 스위스 몽테(Monthey)시의 문화관광국장, 스위스 발레(Valais)주의 문화대표단 회장을 역임하고 있다.

## 경력
로렌조 말라게라는 1995년 제네바 대학에서 지리학 석사를 받은 후, 제네바 연극 컨서바토리에서 연기를 배웠다. 2001년 극단 <세번째 공연>을 창설하고 수많은 공연을 올렸다. 주요 연극 연출작으로는 베르나르-마리 콜테스의 <숲에 이르기 이전의 밤>, 폴 크로델의 <체인질링>, 소포클레스의 <안티고네>, 셰익스피어의 <로미오와 줄리엣>등이 있다.
2012년부터 프랑스 리모주 국립연극센터인, 위니옹 극장(Théâtre de l'Union) 예술감독인 장 랑베르-빌드와 함께 작업하며, 미셸 옹프레의 <벌들의 지혜>, 사무엘 베케트의 <고도를 기다리며>, 셰익스피어의 <리차드 3세>, 마리-베르나르 콜테즈의 <로베르토 쥬코>등을 공동연출했다. 2019년 두 연출가는 몰리에르 <돈쥬앙>의 각색극인 <돈쥬앙-석상의 향연>을 연출했으며, 2019년 3월 프랑스 리모주의 위니옹 극장에서 공연한 후, 프랑스와 스위스 여러 도시를 투어 중이다.
그는 또한 음악세계에서도 활발한 작업을 하고 있는데, 클로드 드뷔시의 오페라<펠리아스와 멜리장드>와 오페라<장난감 상자>, 스테판 손헴의 오페라<스위니토드>등을 연출했다. 2014년에는 자비에 다이에의 <바벨, 전쟁 후>를 알베르토 망구엘의 대본으로 연출했으며, 2018년에는 스위스 로잔의 음악콘서바토리(HEMU)에서 오페라<피가로의 결혼>을 필립 쏠트넬과 공동연출하였다. 그 외에도 루 안드레스 살로메를 그린 음악극<루-광란의 카바레극>, 스위스 여류시인 피에레트 미슈루의 글에 관한 음악극<위대한 지난드르> (2016)등을 연출했다. 2018년 연출한 프리다 칼로에게 헌정하는 음악극<프리다 칼로, 나무다리>은 현재 프랑스와 스위스 투어 중이며, 프랑스 가수 티에판을 다룬 모놀로그<22시 42분 엘레베이터로 도착하겠습니다>는 2019년 아비뇽 페스티벌에 참가한 후 프랑스 파리에 초청되어 공연 중이다.
로렌조 말라게라는 한국과 일본에서도 연출가로 활동하고 있다. 특히 장 랑베르-빌드와 공동연출한 <로베르토 쥬코>는 2015-2016 한불 상호교류의 해 공식 인증사업으로 선정되어, 국립극단과 공동제작하여 명동예술극장에서 2016년 9월 23일 ~ 10월 16일 총 21회 공연을 올렸으며, 셰익스피어의 <리차드 3세>는 국립극단의 초청으로 2018년 7월 명동예술극장에서 공연되었다. 또한 2018년 일본 시즈오카 공연 예술 센터(SPAC)의 초청으로 시즈오카 극단단원들과 <요카이 나라의 요타로>를 공동연출 하였고, 2019년 현재 일본 도시를 투어 중이다.
연극과 오페라 연출가인 로렌조 말라게라는 스위스의 문화 발전을 위해 다음과 같은 활동도 활발히 진행 중이다:
- 2009년 ~ 현재 : 스위스 몽테시(Ville de Monthey), 크로슈탕 극장의 예술감독이자, 몽테시 문화관광국장으로 임명되어 활동 중이다.

- 2011년 ~ 현재 : <20 ans 100 francs>협회를 창립하여, 젊은 세대에서 공연 예술을 장려하기 위해 정진하고 있다.[19]

- 2012년 ~ 현재 : 스위스 발레주(Canton du Valais) 문화대표단 회장이다.

## 연출 작품

### 연극 연출
- 2000 : 페터 한트케의 <관객모독>
- 2000 : 산 마테오 지머만의 <오르페우스 불쾌함>
- 2001 : 베르나르-마리 콜테스의 <숲에 이르기 이전의 밤>
- 2001 : 안토니오 타부치의 <피란델로씨, 전화왔습니다>
- 2002 : 르네 드 오발디아의 <클렙스씨와 로잘리>
- 2002 : 막스 프리슈의 <돈쥬앙 또는 기하학 사랑>
- 2002 : 안-루 스테닝거의 <고기의 운명>
- 2003 : 나탈리 사루트의 <그녀가 거기에 있다>
- 2004 : 소포클레스의 <안티고네>.
- 2005 : 마그리트 듀라스의 <사반 베이>
- 2005 : 안톤 체홉 <어느 노인의 일기>
- 2007 : 헤닝 만켈의 <영양>
- 2008 : 윌리엄 셰익스피어의 <로미오와 줄리엣>
- 2008 : 소포클레스의 <안티고네>
- 2011 : 베르나르-마리 콜테스의 <숲에 이르기 이전의 밤>
- 2012 : 미셸 옹프레의 <벌들의 지혜>, 공동연출 장 랑베르-빌드
- 2014 : 사무엘 베케트의 <고도를 기다리며>, 공동연출 장 랑베르-빌드
- 2016 : 셰익스피어의 <리차드 3세>, 공동연출 장 랑베르-빌드, 국립극단 초청작, 서울 명동예술극장 공연[20]
- 2016 : 베르나르-마리 콜테스의 <로베르토 쥬코>, 공동연출 장 랑베르-빌드, 국립극단 공동제작, 서울 명동예술극장 공연[21]
- 2018 : 필립 솔트넬의 <22시 42분 엘레베이터로 도착하겠습니다>
- 2019 : 몰리에르 각색극 <돈쥬앙-석상의 향연>
- 2019 : 일본 시즈오카 공연 예술 센터 초청작<요카이 나라의 요타로>

### 오페라와 음악극 연출
- 2004 : 클로드 드뷔시의 <펠리아스와 멜리장드>, 알랭 페루 공동연출
- 2007 : 드미트리 쇼스타코비치의 <교황과 그의 종 발다의 이야기>
- 2008 : 스티븐 손드하임의 <스위니 토드>
- 2014 : 알베르토 망구엘의 <바벨, 전쟁 후>
- 2013 : 루 살로메를 다룬 <루-광란의 카바레극>
- 2014 : 클로드 드뷔시'의 <장난감 상자>
- 2018 : 모차르트의 <피가로의 결혼>, 필립 쏠트넬 공동연출
- 2018 : 프리다 칼로를 다룬 <프리다 칼로, 나무 다리>

## 배우
- 1999 : 게오르크 뷔히너의 <보이체크>
- 1999 : 마리보의 <이중의 변심>
- 2000 : 페터 한트케의 <관객모독>
- 2000 : 에드워드 올비의 <동물원 이야기>
- 2000 : 장 콕토의 <무서운 부모들>
- 2001 : 하인리히 폰 클라이스트의 <펜테시리아>
- 2001 : 안토니오 타부치의 <피란델로씨, 전화습니다>
- 2002 : 장 라신의 <브리타니쿠스>
- 2004 : 루이 아라공 <연극-로맨스>
- 2009 : 베르나르-마리 콜테스의 <서쪽 부두>